# Heinrich Bodinus

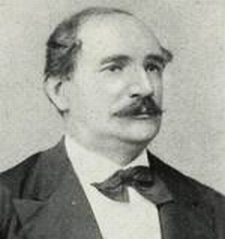
Heinrich Bodinus.

Heinrich Bodinus, född 29 juli 1814 i Drewelow, död 23 november 1884 i Berlin, var en tysk zoolog.
Bodinus studerade sedan 1833 medicin i Greifswald och Berlin. Han blev sedan praktiserande läkare i Greifswald. År 1859 kallades han till Köln för att anlägga en zoologisk trädgård. År 1869 kallades han till Berlin vars zoologiska trädgård av honom fick en större betydelse bland Europas djurparker.